# Géorgie au Concours Eurovision de la chanson 2016
La Géorgie au Concours Eurovision de la chanson 2016 se qualifie pour la finale, et termine à la 20e place de l'édition organisée par la Suède à Stockholm. Elle est représentée par le groupe Nika Kocharov & Young Georgian Lolitaz. Leur chanson, Midnight Gold, est choisie via une sélection publique.

## Processus de sélection
Le diffuseur géorgien annonce le 15 décembre 2015 que le pays sera représenté par le groupe Nika Kocharov & Young Georgian Lolitaz,,.
Le télédiffuseur géorgien organise la sélection de la chanson. Les auteurs voulant proposer leur chanson au groupe, afin de représenter la Géorgie à l'Eurovision, doivent le faire entre le 15 décembre 2015 et le 8 janvier 2016. 
Cinq chansons sélectionnées par le télédiffuseur géorgien sont ensuite présentées à un jury professionnel international ainsi qu'au télévote, qui choisiront la chanson que chantera le groupe. Le vote du public pour sa chanson préférée a lieu entre le 4 et le 15 février 2016, sur internet ou par le biais d'un télévote gratuit.
La chanson Midnight Gold arrive en tête de la sélection et est choisie pour être chantée lors de l'Eurovision.
| Chanson          | Traduction            | Place |
| ---------------- | --------------------- | ----- |
| Midnight Gold    | L'or de minuit        | 1     |
| Sugar and Milk   | Sucre et lait         | 2     |
| Right or Wrong   | Vrai ou faux          | 3     |
| We Agree         | Nous sommes d'accord  | 4     |
| Pain in My Heart | Douleur dans mon cœur | 5     |

## À l'Eurovision
La Géorgie participe à la deuxième demi-finale, le 12 mai 2016, où elle arrive en 9e position avec 123 points. Le pays se qualifie ainsi pour la finale, où il se classe 20e avec 104 points.